# عجز اقتصادي

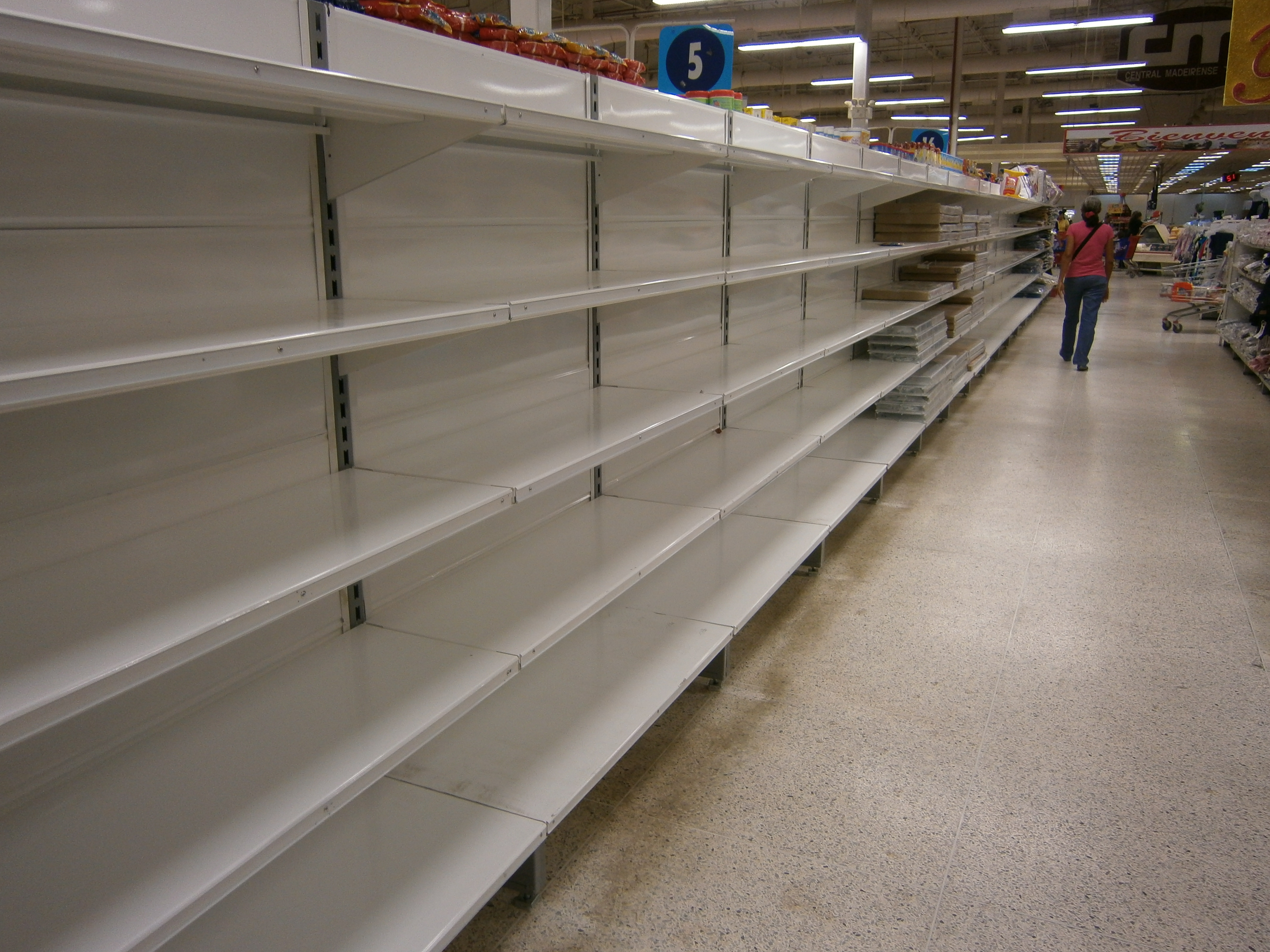

عجز اقتصادي هو مصطلح يصف التفاوت بين كمية المنتج أو الخدمة المتاحة والطلب عليها. يحدث العجز عندما يزيد الطلب على العرض، وهو عكس فائض العرض الذي يحدث عندما يتجاوز العرض حجم الطلب.

## اقرأ أيضًا
- فائض العرض